# Richard Koch (Jurist)

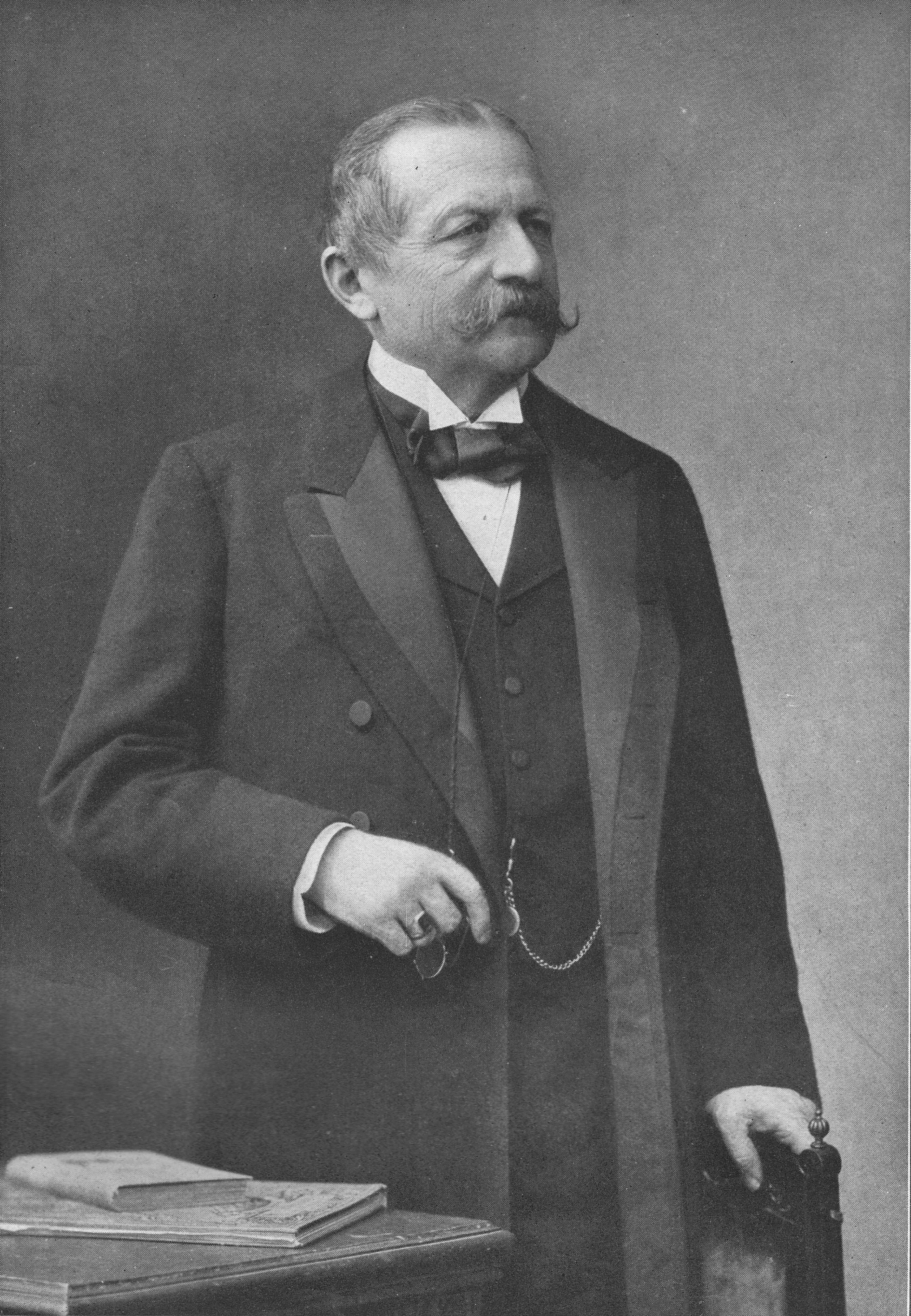
Richard Koch, ca. 1907

Richard Eduard Koch, ab 1908 von Koch (* 15. September 1834 in Cottbus; † 15. Oktober 1910 in Berlin) war ein deutscher Jurist, Richter und von 1890 bis 1908 Präsident der Reichsbank.

## Leben
Nach einem Studium der Rechtswissenschaft arbeitete Koch ab 1859 zunächst als Hilfsrichter bei den Appellationsgerichten in Ratibor und Halberstadt, ab 1862 als Richter beim Stadt- und Kreisgericht Danzig und seit 1865 als Richter im Stadtgericht Berlin. Dort wurde er im Juni 1867 zum Stadtgerichtsrat ernannt. Von 1870 an wirkte Koch als Justitiar bei der Preußischen Bank, bevor er zur Reichsbank wechselte. Dort stieg er in das Amt des Reichsbankvizepräsidenten auf, das er von 1887 bis 1890 bekleidete. Anschließend wurde ihm das Amt des Reichsbankpräsidenten übertragen. Im August 1886 verlieh die Ruprecht-Karls-Universität Heidelberg Koch die Ehrendoktorwürde (als Dr. jur. h. c.). 1891 erfolgte eine Berufung zum Kronsyndikus, mit der eine lebenslange Mitgliedschaft im Preußischen Herrenhaus einherging. Schließlich wurde er im August 1893 zum Wirklichen Geheimen Rat ernannt und 1903 Ehrenbürger seiner Geburtsstadt.
Die deutschen Reichsbanknoten von 1891 bis 1907 tragen seine Unterschrift. Mit Verabschiedung in den Ruhestand (1908) wurde er in den Adelsstand erhoben.
Koch veröffentlichte diverse Vorträge und Aufsätze, hauptsächlich aus dem Handels- und Wechselrecht.
Richard von Koch starb 1910 im Alter von 76 Jahren in Berlin und wurde auf dem Alten St.-Matthäus-Kirchhof in Schöneberg beigesetzt. Das Grab ist nicht erhalten.